# Pandanus sinicola
Pandanus sinicola är en enhjärtbladig växtart som beskrevs av Albert Charles Smith. Pandanus sinicola ingår i släktet Pandanus och familjen Pandanaceae. Inga underarter finns listade.